# Cyphophoenix nucele
Cyphophoenix nucele är en enhjärtbladig växtart som beskrevs av Harold Emery Moore. Cyphophoenix nucele ingår i släktet Cyphophoenix och familjen Arecaceae. IUCN kategoriserar arten globalt som akut hotad. Inga underarter finns listade i Catalogue of Life.